# Filtre tipus mm'

Diagrama que mostra les definicions dels termes d'impedància del filtre d'imatge.

Els filtres de tipus mm', també anomenats filtres derivats de doble m, són un tipus de filtre electrònic dissenyat mitjançant el mètode d'imatge. Van ser patentats per Otto Zobel el 1932. Igual que el filtre de tipus m del qual es deriva, el tipus de filtre de mm' estava pensat per proporcionar una concordança d'impedància millorada a les impedàncies de terminació del filtre i va sorgir originalment en relació amb la multiplexació per divisió de freqüència telefònica. El filtre té una funció de transferència similar a la del tipus m, amb el mateix avantatge de tall ràpid, però la impedància d'entrada es manté molt més gairebé constant si es trien els paràmetres adequats. De fet, el rendiment de tall és millor per al tipus mm' si es compara la concordança d'impedància similar en lloc de la funció de transferència similar. També té el mateix inconvenient d'una resposta creixent a la banda rebuig que el tipus m. No obstant això, el seu principal desavantatge és la seva complexitat molt augmentada, que és la principal raó per la qual el seu ús no es va generalitzar mai. Només va ser pensat per ser utilitzat com a seccions finals de filtres compostos, la resta del filtre estava formada per altres seccions com ara seccions de tipus k i tipus m.
Un avantatge incidental del tipus mm' és que té dos paràmetres independents (m i m') que el dissenyador pot ajustar. Això permet optimitzar de manera independent dos criteris de disseny diferents.

Derivació d'una secció de filtre de derivació mitjana de tipus mm'. Partint d'un filtre T de filtre constant k prototip, el circuit es transforma en un filtre derivat de sèrie mitjana de tipus m, reimplementat com a secció Π, transformat de nou en un tipus mm' derivat de derivació mitjana.

## Fons
El filtre de tipus mm era una extensió de l'anterior filtre de tipus m de Zobel, que va sorgir del disseny de tipus k de George Campbell. El tipus m de Zobel s'aconsegueix aplicant el procés de derivació m (vegeu filtre derivat m) al filtre de tipus k. De manera completament anàloga, s'arriba al tipus mm' aplicant el procés derivat de m al filtre de tipus m. El valor de m utilitzat en la segona transformació es designa m' per distingir-lo de m, d'aquí la denominació del filtre de tipus mm'. Tanmateix, aquest filtre no és membre de la classe de filtres, filtres d'imatge de tipus mn generals, que són una generalització de filtres de tipus m. Més aviat, és una aplicació doble del procés derivat de m i per a aquests filtres els paràmetres arbitraris solen designar-se m1, m₂, m₃ etc., en lloc de m, m ', m '' com aquí.
La importància del filtre rau en les seves propietats d'impedància. Alguns dels termes d'impedància i termes de secció utilitzats en la teoria del disseny d'imatges es mostren al diagrama següent. Com sempre, la teoria de la imatge defineix les quantitats en termes d'una cascada infinita de seccions de dos ports i, en el cas dels filtres que es discuteixen, una xarxa d'escales infinites de seccions L.